# Longchaumois
Longchaumois är en kommun i departementet Jura i regionen Bourgogne-Franche-Comté i östra Frankrike. Kommunen ligger i kantonen Morez som tillhör arrondissementet Saint-Claude. År 2022 hade Longchaumois 1 133 invånare.

## Befolkningsutveckling
Antalet invånare i kommunen Longchaumois
Referens:INSEE